# Danbury (Texas)
Danbury é uma cidade localizada no estado norte-americano de Texas, no Condado de Brazoria.

## Demografia
Segundo o censo norte-americano de 2000, a sua população era de 1611 habitantes.
Em 2006, foi estimada uma população de 1674, um aumento de 63 (3.9%).

## Geografia
De acordo com o United States Census Bureau tem uma área de
2,5 km², dos quais 2,5 km² cobertos por terra e 0,0 km² cobertos por água. Danbury localiza-se a aproximadamente 7 m acima do nível do mar.

## Localidades na vizinhança
O diagrama seguinte representa as localidades num raio de 20 km ao redor de Danbury.